# Nowy zamek w Mużakowie
Nowy zamek w Mużakowie (niem. Neues Schloss Muskau) – zabytkowy zamek znajduje się w Parku Mużakowskim (Fürst-Pückler-Park Bad Muskau) w jego części należącej do Niemiec.
Pierwsza wzmianka o zamku pochodzi z 1245. W XVII w. został przebudowany na barokowy trójskrzydłowy obiekt. W 1825 z inicjatywy Hermanna von Pückler-Muskau (1785-1871) zbudowano duży podjazd. W latach 1863–1866 za panowania księcia Fryderyka Holenderskiego dokończono przebudowę w stylu neorenesansowym według projektu Maximiliana Franza Strassera i Hermanna Wentzela. W latach 1883–1945 posiadaczami obiektu byli hrabiowie Arnim. Zamek został podpalony pod koniec  II wojny światowej. W latach 1991–2013 był stopniowo odbudowywany z funduszy federalnych i krajowych.

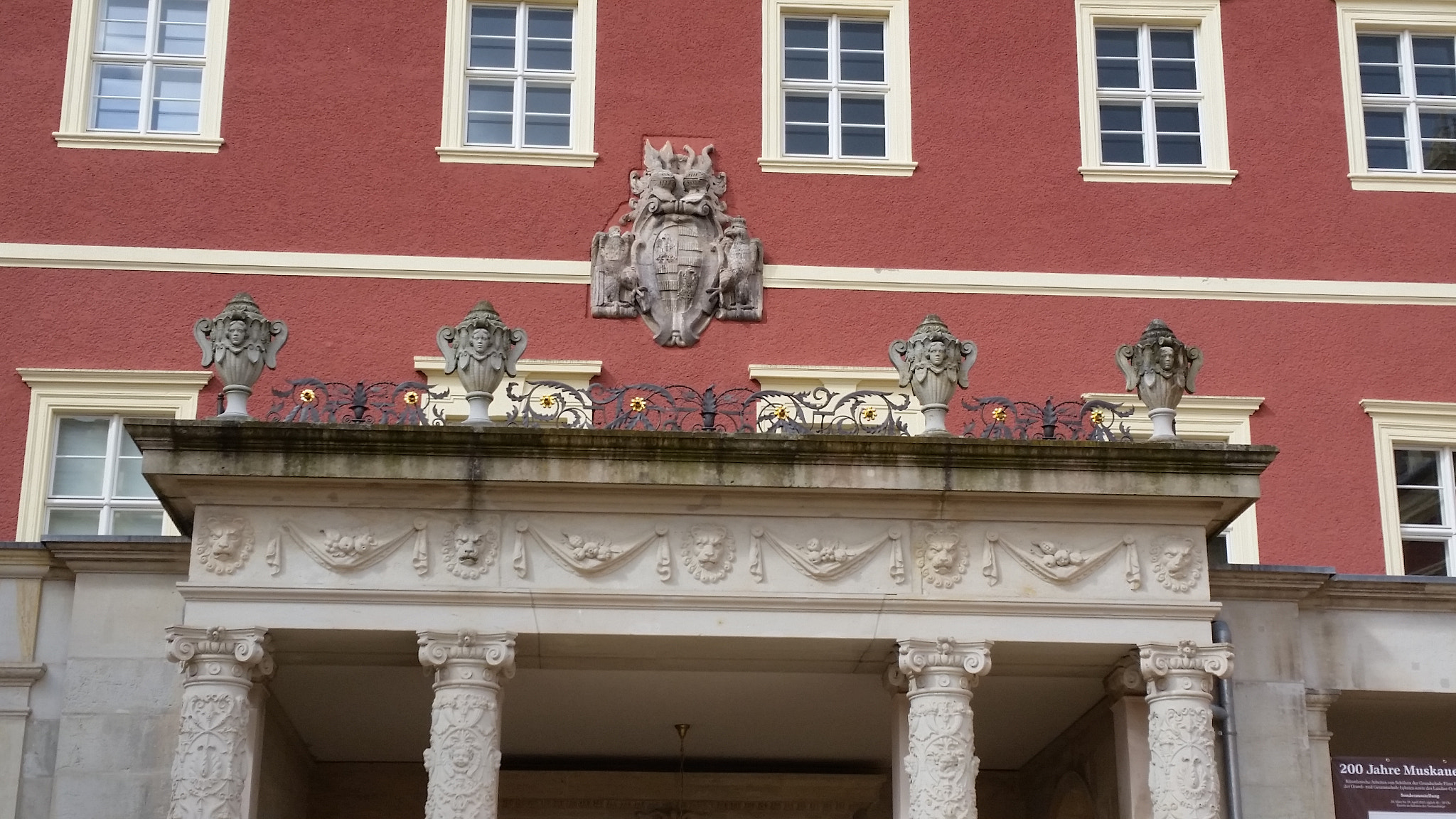
Portyk i herb
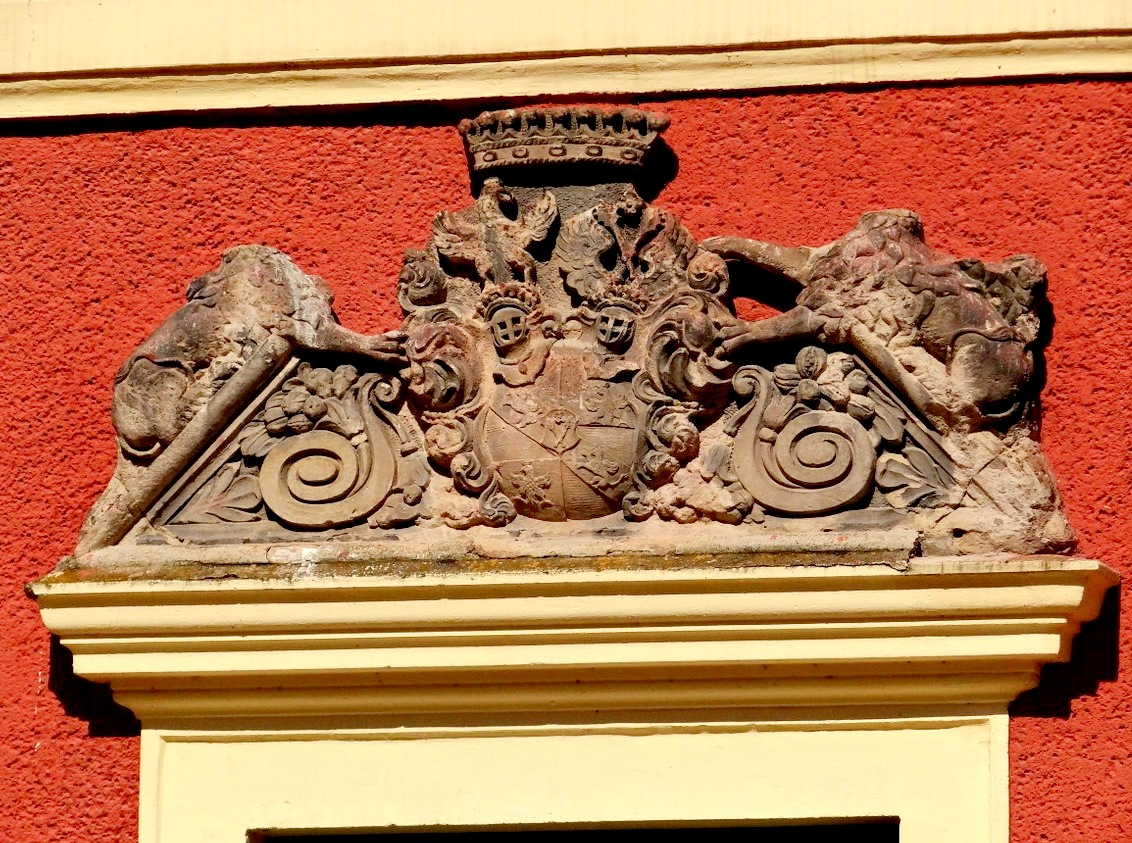
Fronton z herbem von Arnim
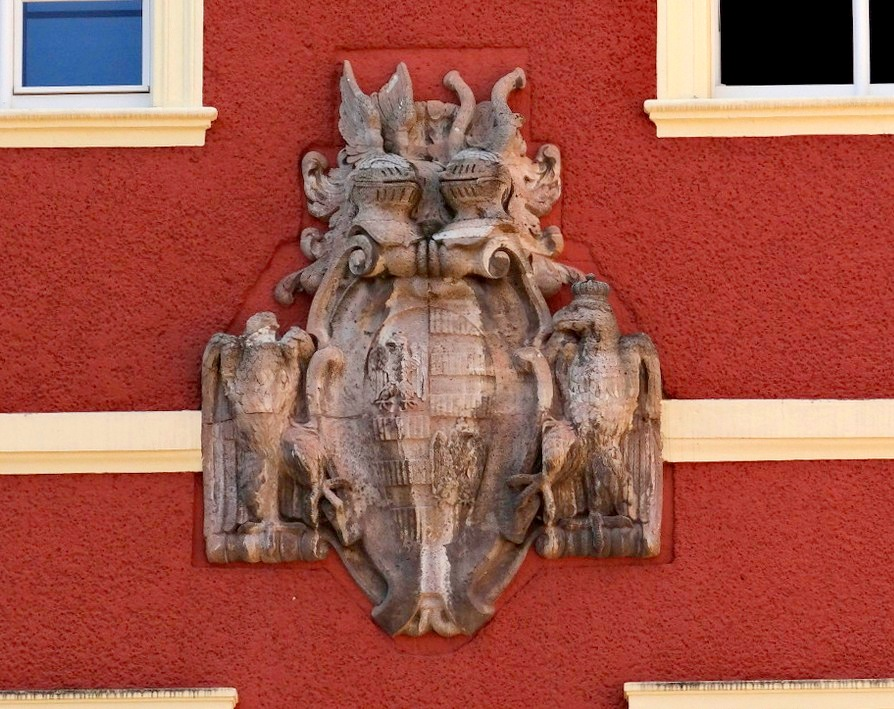
Herb  von Arnim
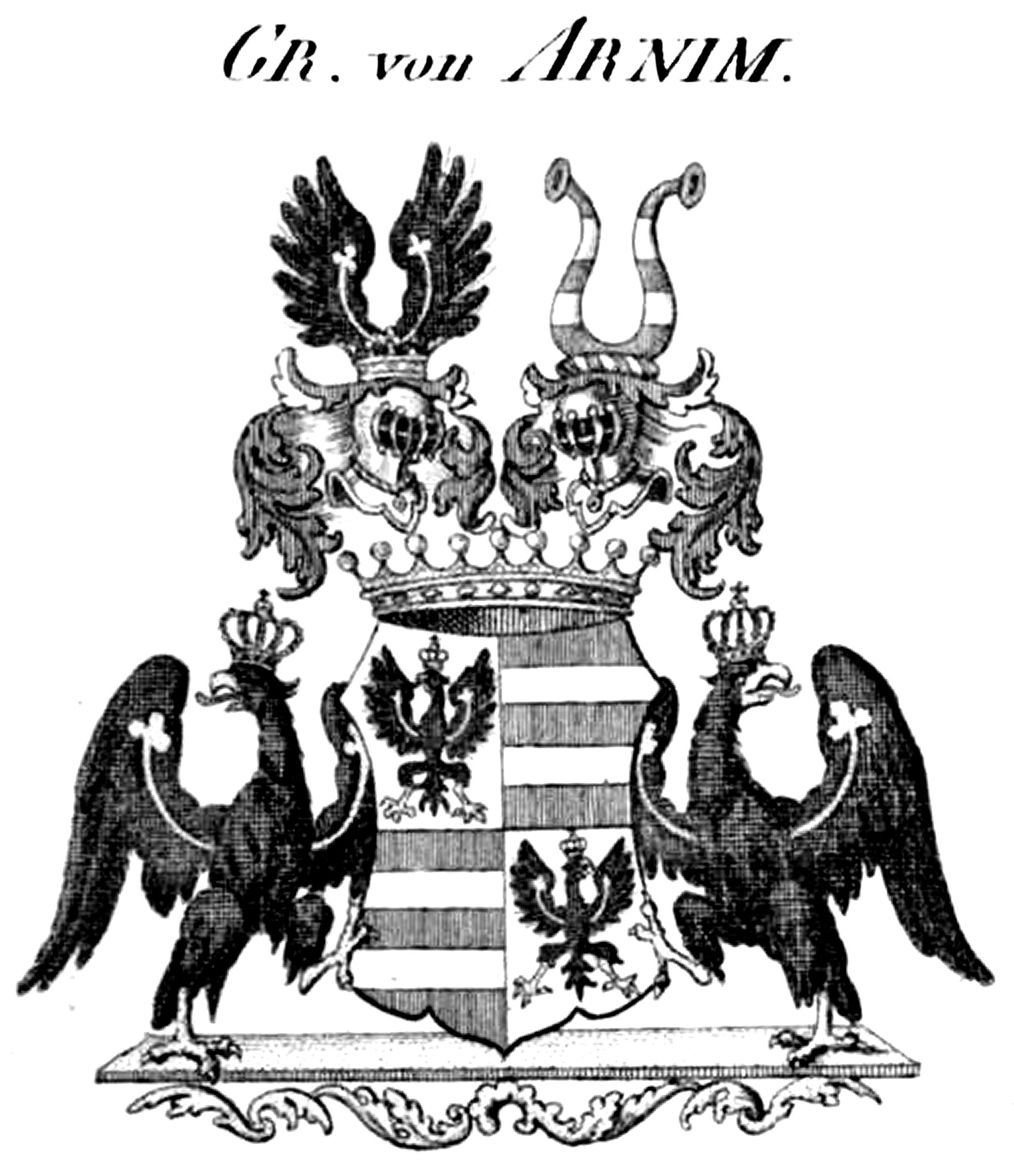
Herb von Arnim
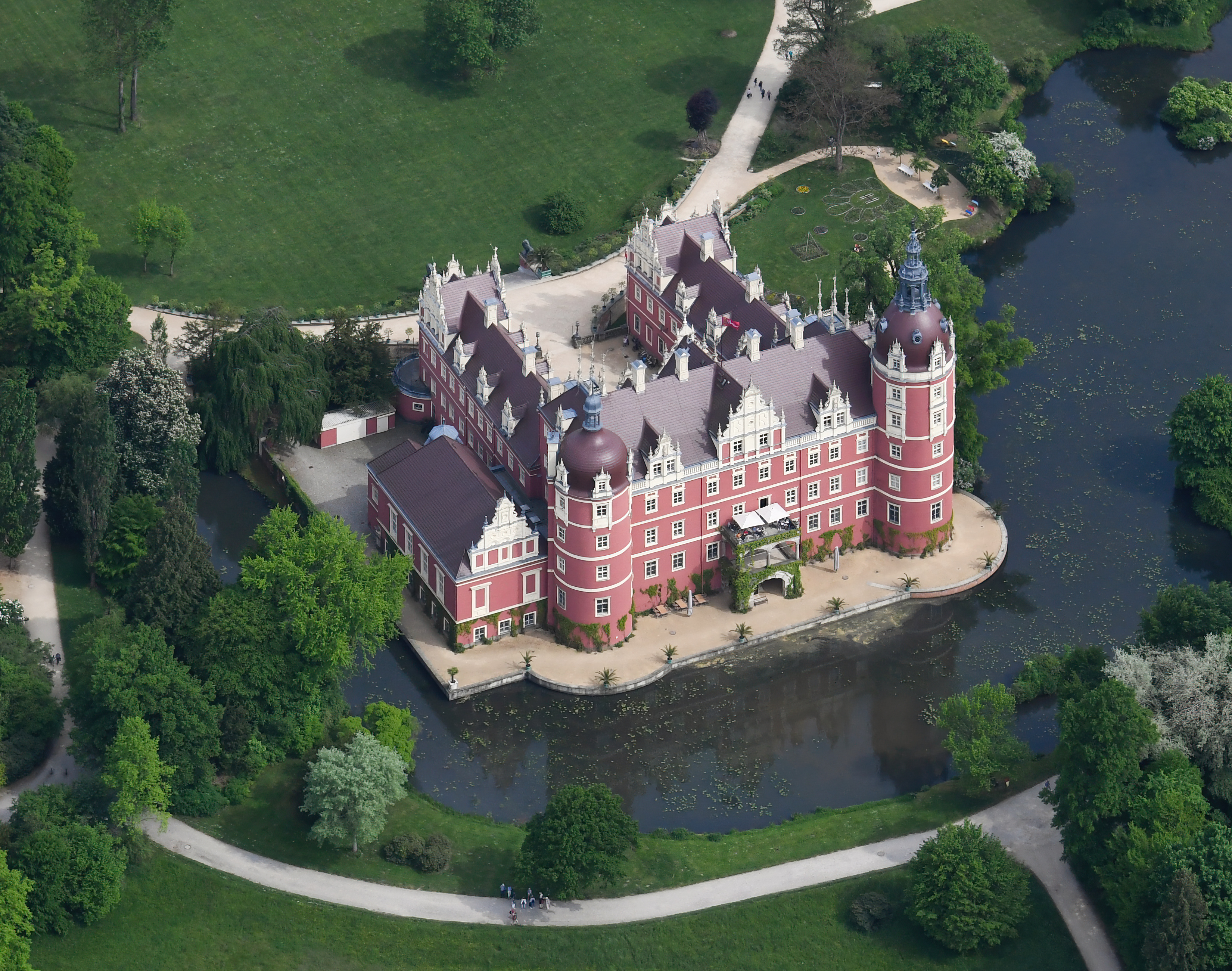
Nowy Zamek z lotu ptaka
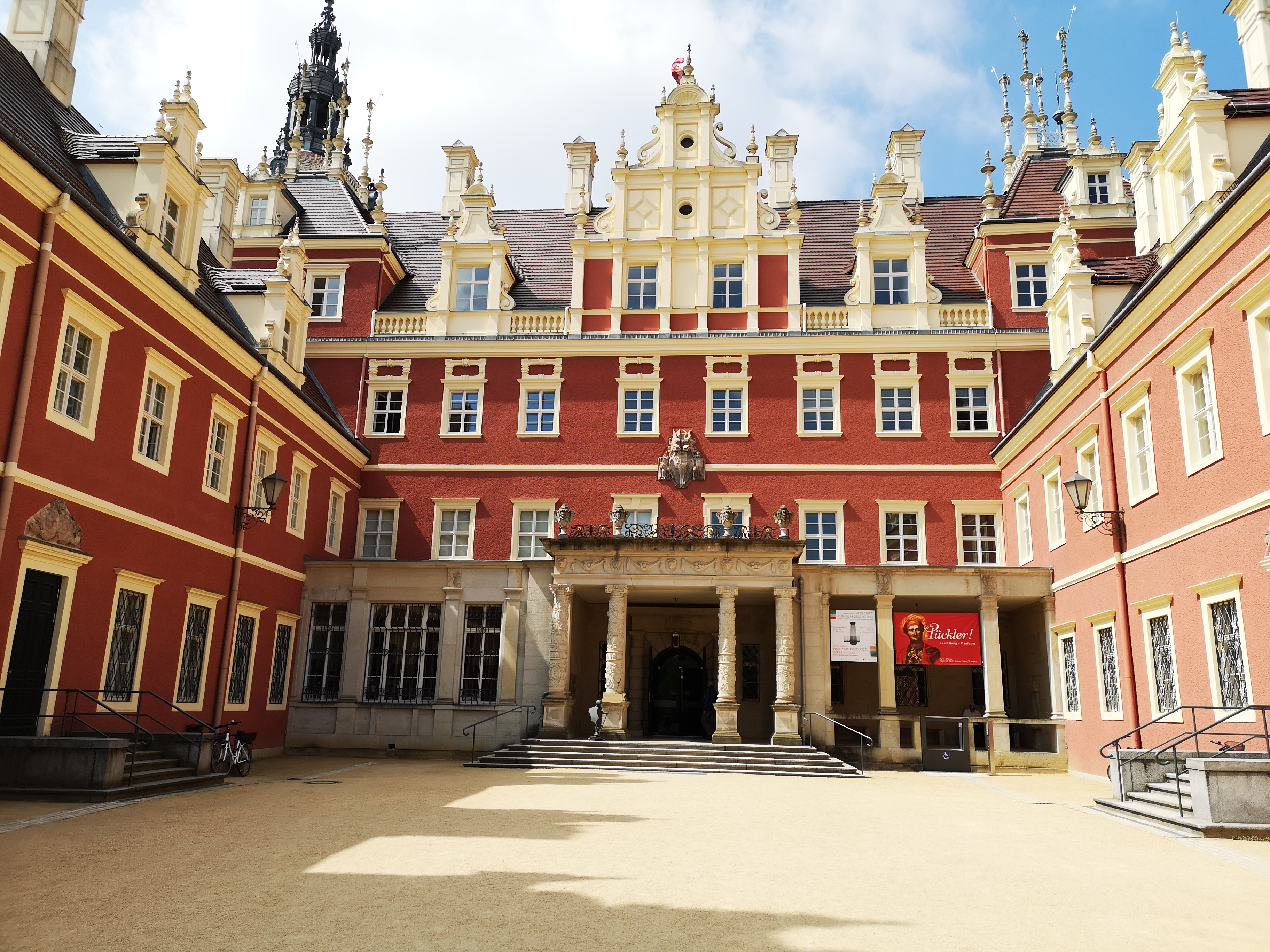
Wejście do Nowego Zamku